# Colostygia larentiaria
Colostygia larentiaria är en fjärilsart som beskrevs av Charles Théophile Bruand d’Uzelle 1850. Colostygia larentiaria ingår i släktet Colostygia och familjen mätare. Inga underarter finns listade i Catalogue of Life.